# Список об'єктів Світової спадщини ЮНЕСКО в Японії
В списку об'єктів Світової спадщини ЮНЕСКО в Японії налічується 21 об'єкт (на 2017 рік).
- 17 об'єктів включено за культурними критеріями.
- 4 об'єкти — за природними критеріями.

Кольорами у списку позначено:

## Список об'єктів Світової спадщини
| №  | Зображення | Назва | Місцеположення                                                                           | Час створення     | Час внесення до списку                    | №                                                   | Критерії        |
| -- | ---------- | --- | ---------------------------------------------------------------------------------------- | ----------------- | ----------------------------------------- | --------------------------------------------------- | --------------- |
| 1  |            | Буддійські пам'ятки в районі Хорю-дзі (англ. Buddhist Monuments in the Horyu-ji Area) | Японія префектура Нара                                                                   | VII—VIII століття | 1993                                      | 660 [Архівовано 26 грудня 2018 у Wayback Machine.]  | i, ii, iv, vi   |
| 2  |            | Замок Хімедзі (англ. Himeji-jo) | Японія префектура Хьоґо                                                                  | 1346              | 1993                                      | 661 [Архівовано 26 грудня 2018 у Wayback Machine.]  | i, iv           |
| 3  |            | Якусіма (англ. Yakushima) | Японія префектура Каґосіма                                                               | —                 | 1993                                      | 662 [Архівовано 26 грудня 2018 у Wayback Machine.]  | vii, ix         |
| 4  |            | Сіракамі-Санчі (англ. Shirakami-Sanchi) | Японія префектура Акіта                                                                  | —                 | 1993                                      | 663 [Архівовано 26 грудня 2018 у Wayback Machine.]  | ix              |
| 5  |            | Історичні пам'ятники Стародавнього Кіото (міста Кіото, Удзі та Оцу) (англ. Historic Monuments of Ancient Kyoto (Kyoto, Uji and Otsu Cities))                                                                                     | Японія префектура Кіото                                                                  | —                 | 1994                                      | 688 [Архівовано 26 грудня 2018 у Wayback Machine.]  | ii, iv          |
| 6  |            | Історичні поселення в Сіракаві та Ґокаямі (англ. Historic Villages of Shirakawa-go and Gokayama) | Японія префектура Ґіфу                                                                   | —                 | 1995                                      | 734 [Архівовано 26 грудня 2018 у Wayback Machine.]  | iv, v           |
| 7  |            | Меморіал миру в Хіросімі (Купол Генбаку) (англ. Hiroshima Peace Memorial (Genbaku Dome)) | Японія префектура Хіросіма                                                               | 1915              | 1996                                      | 775 [Архівовано 26 грудня 2018 у Wayback Machine.]  | vi              |
| 8  |            | Синтоїстський храм Іцукусіма (англ. Itsukushima Shinto Shrine) | Японія префектура Хіросіма                                                               | 593               | 1996                                      | 776 [Архівовано 23 квітня 2016 у Wayback Machine.]  | і, іі, iv, vi   |
| 9  |            | Пам'ятки культури стародавньої Нари (англ. Historic Monuments of Ancient Nara) | Японія префектура Нара                                                                   | —                 | 1998                                      | 870 [Архівовано 26 грудня 2018 у Wayback Machine.]  | іі, ііі, iv, vi |
| 10 |            | Святилища і храми Нікко (англ. Shrines and Temples of Nikko) | Японія префектура Тотіґі                                                                 | —                 | 1999                                      | 913 [Архівовано 26 грудня 2018 у Wayback Machine.]  | і, iv, vi       |
| 11 |            | Замки ґуску та дотичні старожитності королівства Рюкю (англ. Gusuku Sites and Related Properties of the Kingdom of Ryukyu) | Японія префектура Окінава                                                                | XII—XVII століття | 2000                                      | 972 [Архівовано 26 грудня 2018 у Wayback Machine.]  | іі, ііі, vi     |
| 12 |            | Святі місця та паломницькі шляхи гірського хребта Кії (англ. Sacred Sites and Pilgrimage Routes in the Kii Mountain Range) | Японія префектура Вакаяма                                                                | 907               | 2004 (внесено незначні зміни в 2016 році) | 1142 [Архівовано 26 грудня 2018 у Wayback Machine.] | іі, ііі, iv, vi |
| 13 |            | Сіретоко (англ. Shiretoko) | Японія префектура Хоккайдо                                                               | 1964              | 2005                                      | 1193 [Архівовано 26 грудня 2018 у Wayback Machine.] | іх, х           |
| 14 |            | Срібна копальня Івамі ґіндзан та її культурний ландшафт (англ. Iwami Ginzan Silver Mine and its Cultural Landscape) | Японія префектура Сімане                                                                 | XIV століття      | 2007 (внесено незначні зміни в 2010 році) | 1246 [Архівовано 26 грудня 2018 у Wayback Machine.] | іі, ііі, v      |
| 15 |            | Хіраїдзумі — храми, сади та археологічні пам'ятки, що зображають буддистську чисту землю (англ. Hiraizumi – Temples, Gardens and Archaeological Sites Representing the Buddhist Pure Land)                                       | Японія префектура Івате                                                                  | —                 | 2011                                      | 1277 [Архівовано 26 грудня 2018 у Wayback Machine.] | ii, vi          |
| 16 |            | Острови Оґасавара (англ. Ogasawara Islands) | Японія префектура Токіо                                                                  | —                 | 2011                                      | 1362 [Архівовано 26 грудня 2018 у Wayback Machine.] | іх              |
| 17 |            | Фудзісан, священне місце і джерело художнього натхнення (англ. Fujisan, sacred place and source of artistic inspiration) | Японія префектура Яманасі                                                                | —                 | 2013                                      | 1418 [Архівовано 26 грудня 2018 у Wayback Machine.] | ііі, vi         |
| 18 |            | Фабрика з виробництва шовку та прилеглі об'єкти в Томіоці (англ. Tomioka Silk Mill and Related Sites) | Японія префектура Ґумма                                                                  | 1872              | 2014                                      | 1449 [Архівовано 12 липня 2018 у Wayback Machine.]  | іі, iv          |
| 19 |            | Об'єкти промислової революції періоду Мейдзі: чорна металургія, виробництво сталі, кораблебудування та вугільна промисловість (англ. Sites of Japan’s Meiji Industrial Revolution: Iron and Steel, Shipbuilding and Coal Mining) | Японія префектура Ямаґуті                                                                | —                 | 2015                                      | 1484 [Архівовано 13 липня 2018 у Wayback Machine.]  | іі, iv          |
| 20 |            | Архітектурні роботи Ле Корбюзьє - видатний внесок у модернізм (англ. The Architectural Work of Le Corbusier, an Outstanding Contribution to the Modern Movement) * Національний музей західноєвропейського мистецтва             | Японія (спільно з Аргентиною , Бельгією , Індією , Німеччиною , Францією ), Швейцарією ) | XX століття       | 2016                                      | 1321                                                | i, ii, vi       |
| 21 |            | Священний острів Окіносіма та пов'язані з ним місця в регіоні Мунаката (англ. Sacred Island of Okinoshima and Associated Sites in the Munakata Region)                                                                           | Японія префектура Фукуока                                                                | —                 | 2017                                      | 1535 [Архівовано 4 серпня 2017 у Wayback Machine.]  | ii, iii         |
| 22 |            | Приховані християнські місця в регіоні Нагасакі (англ. Hidden Christian Sites in the Nagasaki Region) | Японія префектури Наґасакі та Кумамото                                                   | —                 | 2018                                      | 1495 [Архівовано 9 липня 2018 у Wayback Machine.]   | iii             |
| 23 |            | Група Мозу-Фуруїчі Кофун: кургани Стародавньої Японії (англ. Mozu-Furuichi Kofun Group: Mounded Tombs of Ancient Japan) | Японія                                                                                   | III—VII століття  | 2019                                      | 1593 [Архівовано 14 липня 2019 у Wayback Machine.]  | iii, iv         |
| 24 |            | Острів Амамі-Осіма, острів Токуносіма, північна частина острова Окінава та острів Іріомоте (англ. Amami-Oshima Island, Tokunoshima Island, Northern part of Okinawa Island, and Iriomote Island)                                 | Японія острови Рюкю                                                                      | —                 | 2021                                      | 1574 [Архівовано 26 липня 2021 у Wayback Machine.]  | x               |
| 25 |            | Доісторичні місця Дзьомон у Північній Японії (англ. Jomon Prehistoric Sites in Northern Japan) | Японія префектури Акіта, Аоморі, Івате та Хоккайдо                                       | —                 | 2021                                      | 1632 [Архівовано 14 липня 2019 у Wayback Machine.]  | iii, v          |

## Попередній список
В цій таблиці об'єкти розташовані в порядку додавання до попереднього списку.
| #  | Зображення | Назва                                                                                                 | Розташування                       | Час створення   | Рік занесення до списку | №                                                      | Критерії           |
| -- | ---------- | --- | ---------------------------------- | --------------- | ----------------------- | ------------------------------------------------------ | ------------------ |
| 1  |            | Храми, святині та інші споруди стародавньої Камакури (яп. 鎌倉市)                                     | Префектура Канагава                | 1192—1868       | 1992                    | 370 [Архівовано 2 березня 2017 у Wayback Machine.]     | i, ii, iii, iv, vi |
| 2  |            | Замок Хіконе (яп. 彦根城)                                                                             | Хіконе, префектура Сіга            | 1603—1622       | 1992                    | 374 [Архівовано 2 березня 2017 у Wayback Machine.]     | i, ii, iii, iv     |
| 3  |            | Приховані християнські місця в регіоні Нагасакі                                                       | Префектура Нагасакі                | —               | 2007                    | 5096 [Архівовано 1 липня 2018 у Wayback Machine.]      | ii, iii, iv, v, vi |
| 4  |            | Асука-Фудзівара: археологічні пам'ятки стародавньої столиці Японії                                    | Префектура Нара                    | —               | 2007                    | 5097 [Архівовано 30 листопада 2016 у Wayback Machine.] | ii, iii, iv, v, vi |
| 5  |            | Головна будівля Національного музею західного мистецтва (яп. 国立西洋美術館)                          | Токіо                              | 1959            | 2007                    | 5164 [Архівовано 27 січня 2016 у Wayback Machine.]     | i, ii, vi          |
| 6  |            | Доісторичні місця Дзьомон у Північній Японії                                                          | Префектура Хоккайдо, регіон Тохоку | —               | 2009                    | 5398 [Архівовано 2 березня 2017 у Wayback Machine.]    | iii, iv            |
| 7  |            | Сучасна промислова спадщина на острові Кюсю та префектурі Ямагуті                                     | Острів Кюсю, префектура Ямагуті    | —               | 2009                    | 5399 [Архівовано 13 травня 2015 у Wayback Machine.]    | ii, iii, iv        |
| 8  |            | Священний острів Окіносіма та пов’язані з ним місця в регіоні Мунаката                                | Префектура Фукуока                 | —               | 2009                    | 5400 [Архівовано 25 грудня 2018 у Wayback Machine.]    | ii, iii, iv, vi    |
| 9  |            | Модзу-Фуруїті Кофунгун, скупчення стародавніх курганів                                                | Префектура Осака                   | III—VI століття | 2010                    | 5570 [Архівовано 12 грудня 2015 у Wayback Machine.]    | ii, iii, iv        |
| 10 |            | Комплекс культурно-історичних копалень у Садо, насамперед золотих                                     | Префектура Ніїгата                 | XVII століття   | 2010                    | 5572 [Архівовано 22 грудня 2015 у Wayback Machine.]    | ii, iii, iv        |
| 11 |            | Хіраідзумі – Храми, сади та археологічні пам'ятки, що зображують буддистську Чисту Землю (розширення) | Префектура Івате                   | XII століття    | 2012                    | 5760 [Архівовано 5 лютого 2016 у Wayback Machine.]     | ii, iii, vi        |